# Maître de 1342
 (septembre 2020).
Le Maître de 1342 est le nom de convention d'un peintre anonyme espagnol actif autour du Roussillon dans la première moitié du XIVe siècle. Son nom est dérivé d'un retable avec la Vierge, daté de 1342 et conservé dans l'église de Serdinya. Son style est fortement gothique, avec des motifs linéaires qui semblent avoir été tirés de la peinture miniature. On pense qu'il a également peint une scène de Crucifixion pour un ermitage de Brescia.

## Sources
- (en) Cet article est partiellement ou en totalité issu de l’article de Wikipédia en anglais intitulé « Master of 1342 » (voir la liste des auteurs).